# Championnats d'Europe de natation en petit bassin 2023
Navigation
Édition 2021 Édition 2025
La 26e édition des Championnats d'Europe de natation en petit bassin se déroule du 5 au 10 décembre 2023 à Otopeni en banlieue de Bucarest en Roumanie.

## Podiums

### Hommes
| Épreuves            | Or                                                                               | Or               | Argent                                                                          | Argent         | Bronze                                                                                  | Bronze         |
| ------------------- | -------------------------------------------------------------------------------- | ---------------- | ------------------------------------------------------------------------------- | -------------- | --------------------------------------------------------------------------------------- | -------------- |
| Nage libre          |                                                                                  |                  |                                                                                 |                |                                                                                         |                |
| 50 m                | Benjamin Proud                                                                   | 20 s 18 RE       | Florent Manaudou Szebasztián Szabó                                              | 20 s 74        | Non attribuée                                                                           | Non attribuée  |
| 100 m               | Maxime Grousset                                                                  | 45 s 46          | Alessandro Miressi                                                              | 45 s 51        | David Popovici                                                                          | 46 s 05        |
| 200 m               | Matthew Richards                                                                 | 1 min 41 s 01    | James Guy                                                                       | 1 min 41 s 12  | Danas Rapšys                                                                            | 1 min 41 s 15  |
| 400 m               | Daniel Wiffen                                                                    | 3 min 35 s 47    | Danas Rapšys                                                                    | 3 min 37 s 80  | Lucas Henveaux                                                                          | 3 min 37 s 91  |
| 800 m               | Daniel Wiffen                                                                    | 7 min 20 s 46 RM | David Aubry                                                                     | 7 min 30 s 32  | Mykhailo Romanchuk                                                                      | 7 min 31 s 20  |
| 1 500 m             | Daniel Wiffen                                                                    | 14 min 9 s 11    | David Aubry                                                                     | 14 min 21 s 78 | Mykhailo Romanchuk                                                                      | 14 min 22 s 18 |
| Papillon            |                                                                                  |                  |                                                                                 |                |                                                                                         |                |
| 50 m                | Noé Ponti                                                                        | 21 s 79          | Szebasztián Szabó                                                               | 21 s 96        | Maxime Grousset                                                                         | 22 s 06        |
| 100 m               | Noè Ponti                                                                        | 48 s 47 RE       | Maxime Grousset                                                                 | 49 s 00        | Jacob Peters                                                                            | 49 s 98        |
| 200 m               | Noé Ponti                                                                        | 1 min 49 s 71    | Alberto Razzetti                                                                | 1 min 50 s 10  | Richard Marton                                                                          | 1 min 52 s 12  |
| Dos                 |                                                                                  |                  |                                                                                 |                |                                                                                         |                |
| 50 m                | Mewen Tomac                                                                      | 22 s 84          | Ole Brainschweig                                                                | 23 s 00        | Lorenzo Mora Thierry Bollin                                                             | 23 s 10        |
| 100 m               | Mewen Tomac                                                                      | 49 s 72          | Yohann Ndoye-Brouard                                                            | 49 s 96        | Lorenzo Mora Andrei Ungur                                                               | 50 s 04        |
| 200 m               | Lorenzo Mora                                                                     | 1 min 48 s 43    | Luke Greenbank                                                                  | 1 min 48 s 53  | Mewen Tomac                                                                             | 1 min 48 s 55  |
| Brasse              |                                                                                  |                  |                                                                                 |                |                                                                                         |                |
| 50 m                | Nicolò Martinenghi                                                               | 25 s 66          | Simone Cerasuolo                                                                | 25 s 83        | Emre Sakci                                                                              | 25 s 90        |
| 100 m               | Arno Kamminga                                                                    | 56 s 52          | Nicolò Martinenghi                                                              | 56 s 57        | Caspar Corbeau                                                                          | 56 s 66        |
| 200 m               | Caspar Corbeau                                                                   | 2 min 2 s 41     | Anton Mckee                                                                     | 2 min 2 s 74   | Arno Kamminga                                                                           | 2 min 3 s 32   |
| 4 nages             |                                                                                  |                  |                                                                                 |                |                                                                                         |                |
| 100 m               | Bernhard Reitshammer                                                             | 51 s 39          | Noé Ponti                                                                       | 51 s 62        | Andreas Vazaios                                                                         | 51 s 91        |
| 200 m               | Duncan Scott                                                                     | 1 min 50 s 98    | Alberto Razzetti                                                                | 1 min 53 s 09  | Danas Rapšys                                                                            | 1 min 53 s 49  |
| 400 m               | Alberto Razzetti                                                                 | 3 min 57 s 01 RC | Duncan Scott                                                                    | 4 min 0 s 17   | Apóstolos Papastámos                                                                    | 4 min 5 s 19   |
| Relais              |                                                                                  |                  |                                                                                 |                |                                                                                         |                |
| 4 × 50 m nage libre | Royaume-Uni- Benjamin Proud - Matthew Richards - Alexander Cohoon - Lewis Burras | 1 min 22 s 52    | Italie- Leonardo Deplano - Lorenzo Zazzeri - Thomas Ceccon - Alessandro Miressi | 1 min 23 s 14  | Grèce- Kristián Goloméev - Stérgios-Mários Bílas - Apóstolos Chrístou - Andréas Vazaíos | 1 min 23 s 27  |
| 4 × 50 m 4 nages    | Italie- Lorenzo Mora - Nicolò Martinenghi - Thomas Ceccon - Lorenzo Zazzeri      | 1 min 30 s 78    | Royaume-Uni- Oliver Morgan - Archie Goodburn - Jacob Peters - Matthew Richards  | 1 min 32 s 60  | Pays-Bas- Jesse Puts - Caspar Corbeau - Sean Niewold - Kenzo Simons                     | 1 min 33 s 03  |

### Femmes
| Épreuves            | Or                                                                       | Or             | Argent                                                                                 | Argent         | Bronze                                                                      | Bronze          |
| ------------------- | ------------------------------------------------------------------------ | -------------- | -------------------------------------------------------------------------------------- | -------------- | --------------------------------------------------------------------------- | --------------- |
| Nage libre          |                                                                          |                |                                                                                        |                |                                                                             |                 |
| 50 m                | Michelle Coleman                                                         | 23 s 52        | Béryl Gastaldello                                                                      | 23 s 71        | Julie Kepp Jensen                                                           | 23 s 89         |
| 100 m               | Béryl Gastaldello                                                        | 51 s 48        | Anna Hopkin                                                                            | 51 s 66        | Freya Anderson                                                              | 52 s 10         |
| 200 m               | Freya Anderson                                                           | 1 min 52 s 16  | Barbora Seemanová                                                                      | 1 min 52 s 66  | Freya Colbert                                                               | 1 min 54 s 07   |
| 400 m               | Simona Quadarella                                                        | 3 min 59 s 50  | Anastasiia Kirpichnikova                                                               | 3 min 59 s 56  | Valentine Dumont                                                            | 4 min 0 s 84    |
| 800 m               | Anastasiia Kirpichnikova                                                 | 8 min 8 s 48   | Simona Quadarella                                                                      | 8 min 14 s 83  | Ajna Késely                                                                 | 8 min 18 s 73   |
| 1 500 m             | Anastasiia Kirpichnikova                                                 | 15 min 20 s 12 | Simona Quadarella                                                                      | 15 min 37 s 05 | Ajna Késely                                                                 | 15 min 51 s 34  |
| Papillon            |                                                                          |                |                                                                                        |                |                                                                             |                 |
| 50 m                | Ánna Dountounáki Tessa Giele                                             | 25 s 10        | Non attribuée                                                                          | Non attribuée  | Sara Junevik                                                                | 25 s 16         |
| 100 m               | Louise Hansson                                                           | 55 s 37        | Angelina Kohler                                                                        | 55 s 50        | Ánna Dountounáki                                                            | 55 s 98         |
| 200 m               | Angelina Kohler                                                          | 2 min 3 s 30   | Helena Rosendahl Bach                                                                  | 2 min 3 s 86   | Lana Pudar                                                                  | 2 min 4 s 55REJ |
| Dos                 |                                                                          |                |                                                                                        |                |                                                                             |                 |
| 50 m                | Kira Toussaint                                                           | 25 s 82        | Louise Hansson                                                                         | 26 s 23        | Analia Pigrée                                                               | 26 s 28         |
| 100 m               | Kira Toussaint                                                           | 55 s 88        | Medi Harris                                                                            | 56 s 81        | Mary-Ambre Moluh                                                            | 57 s 10         |
| 200 m               | Medi Harris                                                              | 2 min 2 s 45   | Katie Shanahan                                                                         | 2 min 3 s 22   | Pauline Mahieu                                                              | 2 min 3 s 90    |
| Brasse              |                                                                          |                |                                                                                        |                |                                                                             |                 |
| 50 m                | Benedetta Pilato                                                         | 28 s 86 RC     | Eneli Jefimova                                                                         | 29 s 12        | Jasmine Nocentini Imogen Clark                                              | 29 s 41         |
| 100 m               | Eneli Jefimova                                                           | 1 min 3 s 21   | Benedetta Pilato                                                                       | 1 min 3 s 76   | Tes Schouten                                                                | 1 min 4 s 04    |
| 200 m               | Tes Schouten                                                             | 2 min 16 s 09  | Thea Blomsterberg                                                                      | 2 min 19 s 54  | Kristyna Horska                                                             | 2 min 19 s 63   |
| 4 nages             |                                                                          |                |                                                                                        |                |                                                                             |                 |
| 100 m               | Charlotte Bonnet                                                         | 57 s 47        | Béryl Gastaldello                                                                      | 57 s 67        | Louise Hansson                                                              | 58 s 33         |
| 200 m               | Abbie Wood                                                               | 2 min 5 s 58   | Charlotte Bonnet                                                                       | 2 min 6 s 58   | Lena Kreundl                                                                | 2 min 6 s 89    |
| 400 m               | Abbie Wood                                                               | 4 min 27 s 45  | Freya Colbert                                                                          | 4 min 29 s 04  | Ellen Walshe                                                                | 4 min 29 s 64   |
| Relais              |                                                                          |                |                                                                                        |                |                                                                             |                 |
| 4 × 50 m nage libre | Suède- Sara Junevik - Michelle Coleman - Louise Hansson - Sofia Aastedt  | 1 min 35 s 60  | Italie- Silvia Di Pietro - Costanza Cocconcelli - Chiara Tarantino - Sara Curtis       | 1 min 36 s 92  | Royaume-Uni- Anna Hopkin - Freya Anderson - Lucy Hope - Medi Harris         | 1 min 37 s 19   |
| 4 × 50 m 4 nages    | Suède- Louise Hansson - Sophie Hansson - Sara Junevik - Michelle Coleman | 1 min 43 s 26  | Italie- Costanza Cocconcelli - Benedetta Pilato - Silvia Di Pietro - Jasmine Nocentini | 1 min 43 s 97  | Royaume-Uni- Kathleen Dawson - Imogen Clark - Keanna Macinnes - Anna Hopkin | 1 min 44 s 47   |

### Mixte
| Épreuves            | Or                                                                               | Or               | Argent                                                                              | Argent        | Bronze                                                                            | Bronze        |
| ------------------- | -------------------------------------------------------------------------------- | ---------------- | ----------------------------------------------------------------------------------- | ------------- | --------------------------------------------------------------------------------- | ------------- |
| Relais              |                                                                                  |                  |                                                                                     |               |                                                                                   |               |
| 4 × 50 m nage libre | Royaume-Uni- Benjamin Proud - Lewis Burras - Anna Hopkin - Freya Anderson        | 1 min 27 s 75 RC | Italie- Alessandro Miressi - Lorenzo Zazzeri - Jasmine Nocentini - Silvia Di Pietro | 1 min 28 s 28 | France- Maxime Grousset - Florent Manaudou - Charlotte Bonnet - Béryl Gastaldello | 1 min 28 s 35 |
| 4 × 50 m 4 nages    | Italie- Lorenzo Mora - Nicolò Martinenghi - Silvia Di Pietro - Jasmine Nocentini | 1 min 36 s 58    | France- Mewen Tomac - Florent Manaudou - Béryl Gastaldello - Charlotte Bonnet       | 1 min 37 s 14 | Pays-Bas- Kira Toussaint - Caspar Corbeau - Tessa Giele - Kenzo Simons            | 1 min 37 s 86 |

## Tableau des médailles

### Total
- Nation organisatrice

| Rang  | Nation             | Or | Argent | Bronze | Total |
| ----- | ------------------ | -- | ------ | ------ | ----- |
| 1     | Royaume-Uni        | 9  | 8      | 6      | 23    |
| 2     | Italie             | 7  | 12     | 3      | 22    |
| 3     | France             | 7  | 10     | 6      | 23    |
| 4     | Pays-Bas           | 6  | 0      | 5      | 11    |
| 5     | Suède              | 4  | 1      | 2      | 7     |
| 6     | Suisse             | 3  | 1      | 1      | 5     |
| 7     | Irlande            | 3  | 0      | 1      | 4     |
| 8     | Allemagne          | 1  | 2      | 0      | 3     |
| 9     | Estonie            | 1  | 1      | 0      | 2     |
| 10    | Grèce              | 1  | 0      | 4      | 5     |
| 11    | Autriche           | 1  | 0      | 1      | 2     |
| 12    | Hongrie            | 0  | 2      | 3      | 5     |
| 13    | Danemark           | 0  | 2      | 1      | 3     |
| 14    | Lituanie           | 0  | 1      | 2      | 3     |
| 15    | Tchéquie           | 0  | 1      | 1      | 2     |
| 16    | Islande            | 0  | 1      | 0      | 1     |
| 17    | Belgique           | 0  | 0      | 2      | 2     |
| 17    | Roumanie           | 0  | 0      | 2      | 2     |
| 17    | Ukraine            | 0  | 0      | 2      | 2     |
| 20    | Bosnie-Herzégovine | 0  | 0      | 1      | 1     |
| 20    | Turquie            | 0  | 0      | 1      | 1     |
| Total | Total              | 43 | 42     | 44     | 129   |